# Mateusz Kochalski
Mateusz Kochalski, né le 25 juillet 2000 à Świdnik en Pologne, est un footballeur polonais qui évolue au poste de gardien de but au Qarabağ FK.

## Biographie

### En club
Né à Świdnik en Pologne, Mateusz Kochalski commence le football au BKS Lublin formé par le Legia Varsovie. Il commence toutefois sa carrière au Legionovia Legionowo, en troisième division polonaise, où il est prêté en 2018.
Le 21 juin 2022, Mateusz Kochalski s'engage en faveur du Stal Mielec pour un contrat de trois ans, soit jusqu'en juin 2025. Il sera en concurrence avec Bartosz Mrozek et Mateusz Dudek pour une place de titulaire.
Le 15 août 2024, Kochalski a rejoint le club azerbaïdjanais Qarabağ FK avec un contrat de trois ans, avec une option pour une année supplémentaire, pour un montant non divulgué.

### En sélection
Mateusz Kochalski représente la Pologne en sélection, commençant avec les moins de 16 ans, équipe avec laquelle il joue deux matchs, un en 2015 et l'autre en 2016. Il compte également deux sélections avec les moins de 17 ans, obtenues en 2016.
Mateusz Kochalski est convoqué pour la première fois avec l'équipe nationale de Pologne en juin 2024 afin de remplacer Oliwier Zych, forfait sur blessure.